# Sony Xperia S
Il Sony Xperia S, nome in codice LT26i (conosciuto anche come Sony Ericsson Xperia NX in Giappone), è uno smartphone Android della Sony, lanciato nel 2012 al Consumer Electronics Show. È il primo smartphone brandizzato solo Sony dopo l'acquisizione, nel gennaio 2012, della quota Ericsson nella joint venture Sony Ericsson. L'Xperia S ha uno schermo tattile da 4,3" (110 mm) con il Mobile Bravia Engine che ottimizza l'immagine, un processore da 1,5 GHz dual core, una fotocamera posteriore da 12 mega-pixel, uscita HDMI, 1 GB di RAM e 32 GB di memoria interna. La custodia è costruita in modo da essere anti-sporco.

## Storia
Il prodotto è stato presentato Mobile World Congiress, e lanciato sul mercato a partire dal 29 febbraio 2012, e in Europa a partire da metà marzo 2012. È stato inoltre il primo smartphone ad avere uno schermo a 720 pixel di risoluzione, superando anche la densità di pixel dell'iPhone 4/4S, fino ad allora il telefono con lo schermo a più alta densità di pixel mai venduto.

## Hardware

### Schermo
Il Sony Xperia S ha uno schermo da 4,3 pollici con risoluzione 1280x720 e Mobile BRAVIA Engine integrato per una migliore resa dell'immagine ed una maggiore fedeltà dei colori.

### Processore
Il processore è un Qualcomm Snapdragon S3 MSM8260 dual-core da 1,5 GHz.

### Fotocamera integrata
La fotocamera del Sony Xperia S è dotata di un sensore fotografico Exmor-R da 12,1 megapixel, autofocus, flash led; inoltre consente di fare foto panoramiche 3D e di registrare video fino a 1080p (Full HD) a 30 FPS.

### Porte
Il dispositivo è dotato di un'uscita HDMI (cavo compreso nella confezione), una porta micro-USB con funzionalità OTG e di un jack audio da 3,5 mm.

### Memoria
1 GB di memoria RAM, 1,5 GB di memoria ROM per applicazioni utente e 32 GB di memoria interna (di cui 26 GB a disposizione dall'utente) non espandibili.

### Connettività
È dotato di connettività Wi-Fi b/g/n, Bluetooth 2.1+EDR ed un chip NFC, oltre che a-GPS con supporto ai satelliti GLONASS.

### Batteria
La batteria ha una capacità di 1750 mAh, e sfrutta una particolare funzione di ricarica rapida della batteria grazie alla quale 10 minuti di carica garantiscono circa 1 ora di utilizzo.
NFC
Il Sony Xperia s aveva un ricevitore NFC con cui si potevano scambiare dati con altri cellulari dotati di questa funzione.
Nella confezione c'erano anche degli NFC TAG, una specie di portachiavi che servivano come gps

## Software
Al lancio lo smartphone è stato distribuito dotato di Android 2.3.7 "Gingerbread", ma Sony stessa ha confermato l'aggiornamento ad Android 4.0.4 "Ice Cream Sandwich" a fine giugno 2012. Lo smartphone è stato infatti regolarmente aggiornato a partire dal 22 giugno 2012 circa. L'ultimo aggiornamento reso disponibile da Sony per il terminale è la versione 4.1.2 "Jelly Bean"; il roll-out di tale aggiornamento è cominciato circa a inizio giugno 2013. Alla fine di agosto è iniziato il rilascio dell'ultima versione firmware ufficialmente disponibile, la 6.2.B.1.96; questa versione è destinata a rimanere l'ultima per il dispositivo, in quanto nel gennaio 2014 Sony ha incluso il dispositivo nella lista di quelli non più ufficialmente supportati via software.